# John Wilson (matematiker)
John Wilson (6. august 1741, Applethwaite, Westmorland – 18. oktober 1793, Kendal, Westmorland) var en engelsk matematiker. Wilsons sætning, der omhandler primtal, er opkaldt efter ham, og det samme er wilsonprimtal.
Wilson gik i skole i Staveley, Cumbria før han kom på Peterhouse, Cambridge i 1757, hvor han studerede under Edward Waring. Han læste en overbygning på Wrangler i 1761. Han blev senere slået til ridder og blev Fellow of the Royal Society i 1782. Han var dommer i Common Pleas fra 1786 og frem til sin død 1793.